# Carex mitrata
Carex mitrata är en halvgräsart som beskrevs av Adrien René Franchet. Carex mitrata ingår i släktet starrar, och familjen halvgräs.

## Underarter
Arten delas in i följande underarter:
- C. m. aristata
- C. m. mitrata